# Alchemilla alpina

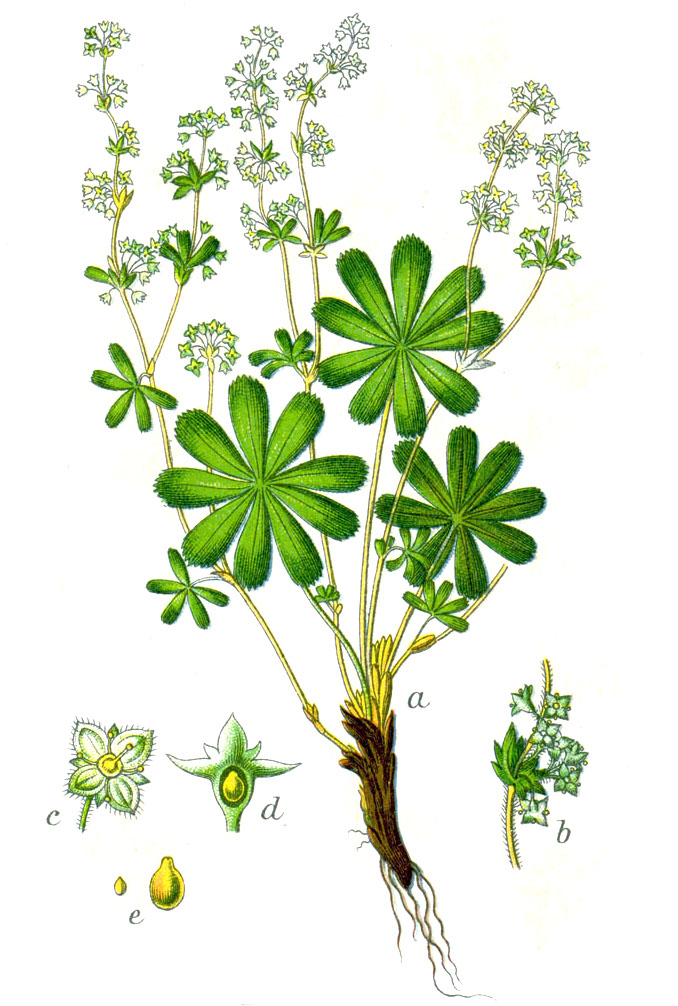
Bản mô tả A. alpina

Alchemilla alpina là một loại cây lâu năm thuộc chi Alchemilla, có nguồn gốc từ châu Âu và và phía nam Greenland.

## Mô tả
A. alpine là một cây thân thảo lâu năm với thân rễ là gỗ, cao gần 20 cm với tốc độ trung bình, chịu lánh khá tốt. Các cành yếu, mảnh, có lông tơ và mọc từ một gốc gỗ. Lá mọc xen kẽ, hình chân vịt, có 7 lá chét với răng cưa dọc mép lá; bề mặt phía trên khá mướt, bù lại mặt dưới của lá lại có một lớp lông tơ. Hoa mọc thành cụm tròn dày đặc, mỗi bông có màu xanh lá pha màu vàng chanh, có 4 lá đài nhưng lại không có cánh, 4 nhị hoa và 1 lá noãn; hoa lưỡng tính, hạ sinh sản theo hình thức vô tính không qua thụ phấn. Hoa bắt đầu nở vào tháng 6 và úa tàn vào tháng 9, hạt giống có thể được thu thập từ tháng 8 đến tháng 10.
Cây có thể phát triển trong đất sét nặng, thoát nước tốt, ưa đất chua và đất trung tính. A. alpine thường mọc trong những khu đồng cỏ trên núi cao, trên các vách núi hay ven suối, hoặc ở các khu rừng thưa thoáng đãng. Bởi vì các hạt phát triển mà qua không thụ phấn chéo nên có thể xảy ra bất kỳ đột biến nào, tạo ra nhiều giống mới trong quần thể.
A. alpine dễ dàng phân biệt với những loài trong chi Alchemilla bởi lá chét của nó tách nhau hẳn ra, trong khi các loài khác lại có đường nếp gấp rõ ràng.

## Sử dụng
A. alpine được sử dụng như một loại thảo dược trong nhiều thế kỷ qua, đặc biệt là một số bệnh của phụ nữ. Lá non của nó có thể được dùng để nấu trà, hoặc trộn với lá của cây quyền sâm để nấu bánh pudding thảo mộc. A. alpine cũng được trồng như một loại cây cảnh.